# François Pérusse
François Pérusse, född 8 oktober 1960 i staden Québec, är en kanadensisk komiker känd framför allt för sina nonsensartade, ordvitsspäckade radiosketcher, framför allt i "2 minutes du peuple".

## Biografi
Vid 16 års ålder fick Pérusse en elbas av sin bror och började spela med dennes bluesband. Han kom senare att spela basist med bland annat Jean Leloup och Luc De Larochellière. Han engagerade sig även i CKRL, en lokalradiostation i staden Québec där han kom att arbeta i 12 år. År 1990 gjorde han en reklamsnutt för albumet Sauvez mon âme av Luc De Larochellière, och denna produktion gjorde att stationen CKOI-FM värvade honom för att börja göra tvåminuters komiksnuttar under namnet "2 minutes du peuple" ("Folkets två minuter"). 
År 1991 släpptes den första samlingsskivan, "l'Album du peuple, tome 1", som sålde drygt 80 000 exemplar och följdes av ytterligare fem album i serien "l'Album du peuple" för den kanadensiska marknaden och två för den franska marknaden (då inte på kanadensisk franska utan på den dialekt av franska som talas i Frankrike). De sistnämnda släpptes samtidigt i Europa och i Québec (provinsen). Genombrottet i Frankrike var i radioprogrammet "le Morning d'Arthur" på Europe 2.
Pérusse har även spelat in humorprogram på TV, "le JourNul de François Pérusse" (1999-2001 och "On s'écoute parler" samt "la Série du peuple" (2000). Han har fått flera prix Félix och prix Gémeaux.
Programmet 2 minutes du peuple sänds på kanadensisk franska i Radio Énergie i Québec, och på europeisk franska på Rire et chansons i Frankrike och Couleur 3 i franskspråkiga Schweiz samt i Belgien på Radio Pop-Rock Mint sedan slutet av 2006.

## Radio- och TV-program
- 2 minutes du peuple
- Publicité Oasis
- Cortex Academy[1]

## Priser och utmärkelser
- Imagina 2004, Prix du scénario/Best Script prize, för Cortex Academy
- Tre Olivier-statyetter från "Gala des Oliviers"

## Diskografi
Serien l'Album du peuple har givits framför allt givits ut i Kanada, men några album har även släppts i Frankrike.
Utgivna i Kanada:
- 1991: l'Album du peuple - Tome 1
- 1992: l'Album du peuple - Tome 2
- 1994: l'Album du peuple - Tome 3
- 1995: l'Album du peuple - Tome 4
- 1996: l'Album du peuple - Tome 5
- 2002: l'Album pirate
- 2003: l'Album du peuple - Tome 6
- 2007: l'Album du peuple - Tome 7
- 2011: l'Album du peuple - Tome 8
- 2013: l'Album du peuple - Tome 9
- 2015: l'Album du peuple - Tome 10
- 2017: Best Ove!
- 2020: L'Album du Peuple - Tome XI

Utgivna i Frankrike:
- 1997: l'Album du peuple - Volume 1
- 2002: l'Album du peuple - Volume 2

## Filmografi
Ett urval scener från Série du peuple (2000) och JourNul (1999/2001) har givits ut på DVD:n le DVD du peuple.